# Pimelodus platicirris
Pimelodus platicirris és una espècie de peix de la família dels pimelòdids i de l'ordre dels siluriformes.

## Distribució geogràfica
Es troba a Sud-amèrica: conca del riu Paranà al Brasil.